# 小川東町
小川東町（おがわひがしちょう）は、東京都小平市の地名。郵便番号は187-0031。

## 地理

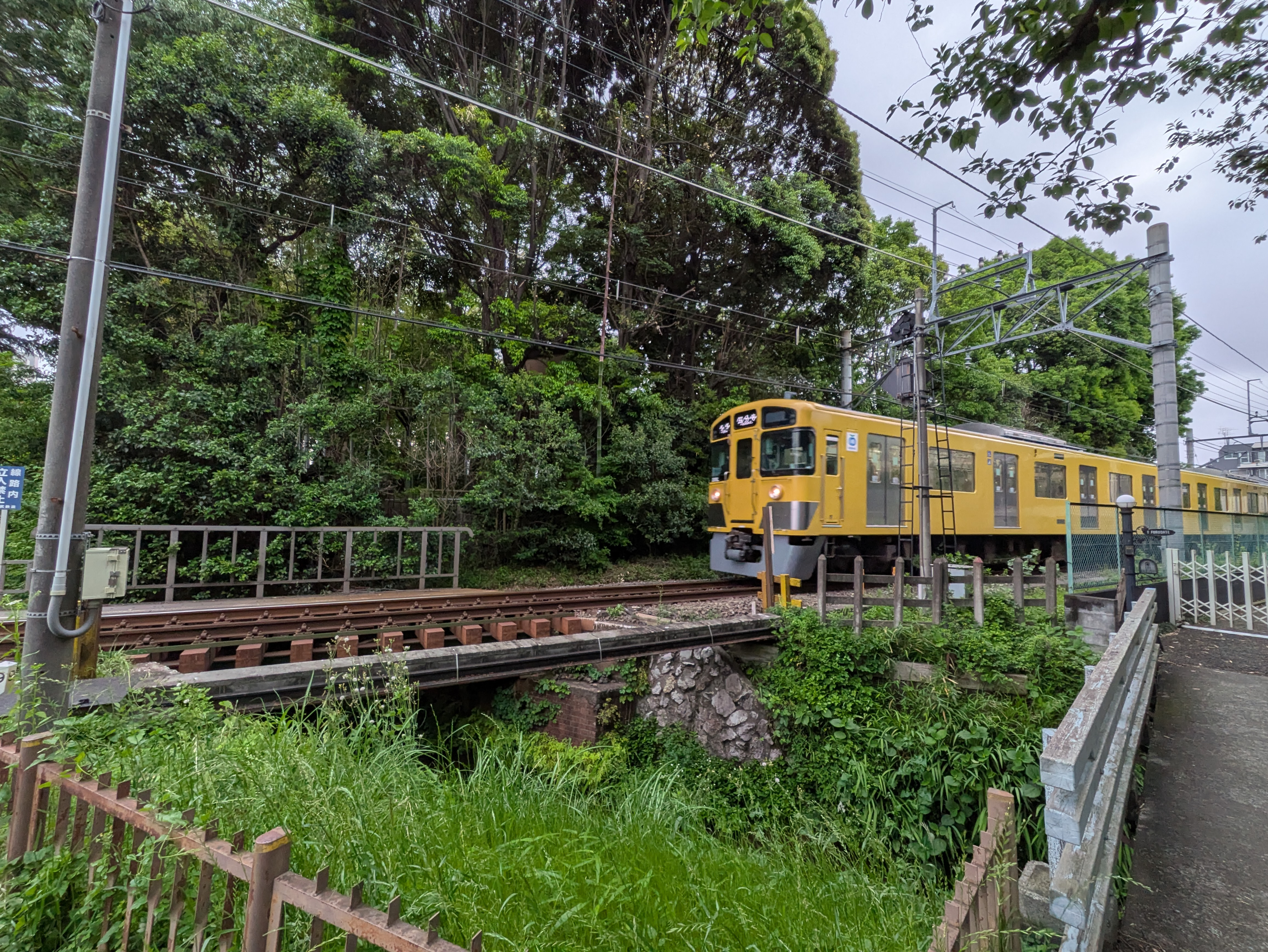
野火止用水と西武国分寺線の交差部

小平市の北端にあたり、東側・北側で東村山市萩山町、東南側で小平市仲町、西側で小川西町、南側で小川町と接する。
小平市役所がある小川町、小川駅がある小川東町、小川駅西側の小川西町を総称して「小川地区」と呼ばれる。

### 河川
- 野火止用水

## 歴史
町名は、小川駅の東側にあたるところから来ている。

## 世帯数と人口
2022年（令和4年）8月1日現在の世帯数と人口は以下の通りである。
| 町丁           | 世帯数    | 人口     |
| -------------- | --------- | -------- |
| 小川東町       | 721世帯   | 1,512人  |
| 小川東町一丁目 | 1,468世帯 | 3,056人  |
| 小川東町二丁目 | 598世帯   | 1,113人  |
| 小川東町三丁目 | 402世帯   | 956人    |
| 小川東町四丁目 | 814世帯   | 1,093人  |
| 小川東町五丁目 | 1,384世帯 | 2,901人  |
| 計             | 5,387世帯 | 10,631人 |

## 小・中学校の学区
市立小・中学校に通う場合、学区は以下の通りとなる。
| 丁目   | 番地 | 小学校                   | 中学校                 |
| ------ | ---- | ------------------------ | ---------------------- |
| 一丁目 | 全域 | 小平市立小平第十四小学校 | 小平市立小平第一中学校 |
| 二丁目 | 全域 | 小平市立小平第六小学校   | 小平市立小平第二中学校 |
| 三丁目 | 全域 | 小平市立小平第六小学校   | 小平市立小平第二中学校 |
| 四丁目 | 全域 | 小平市立小平第六小学校   | 小平市立小平第二中学校 |
| 五丁目 | 全域 | 小平市立小平第六小学校   | 小平市立小平第二中学校 |

## 交通

### 鉄道
| 街区内に存在する駅                     |
| -------------------------------------- |
| 拝島線 国分寺線 - 萩山駅(SS 31)(SK 04) |

- 西武鉄道国分寺線・拝島線小川駅
- 2丁目・3丁目(一部)は西武鉄道多摩湖線八坂駅が東村山市の駅ではあるが、2丁目境からの最寄駅となる。
- 町域北東部の東村山町に萩山駅、南側の小川町に新小平駅・青梅街道駅があり、地域によっては利用可能である。

### バス
この地域は西武バス（小平営業所）の運行エリアであるが、小川駅を発着する一般路線バスはない。町境付近の八坂駅至近に西武バス[立34系統](小平営業所管轄)がある。ただし、こちらの路線も町域内は通らない。。

また小平市コミュニティタクシー「ぶるべー号」も小川西町の「小川駅入口」停留所から小川西町内を循環する。そのため、町域内を通るバス路線はない。

### 道路
- 東京都道・埼玉県道16号立川所沢線

## 施設
- 小平市立小平第二中学校
- 小平市立小平第六小学校
- 小平郵便局
- 国立精神・神経医療研究センター
- ブリヂストン技術センター 東京ACタイヤ製造所